# Franz Lorenzoni

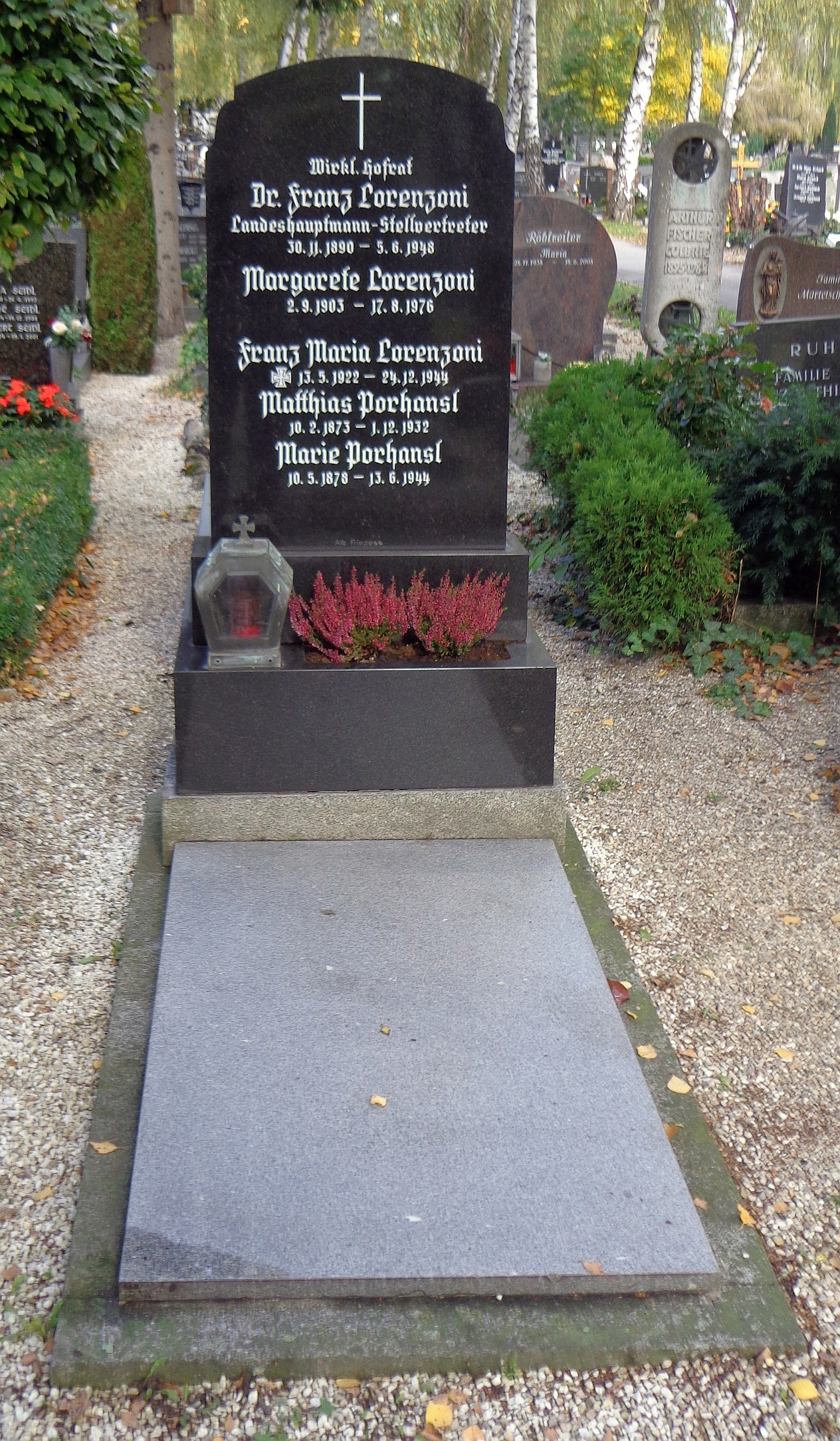
St. Barbara-Friedhof Linz – Grab von Franz Lorenzoni

Franz Lorenzoni (* 30. November 1890 in Urfahr; † 5. Juni 1948 in Linz) war ein oberösterreichischer Politiker (CSP, VF, ÖVP) und Landesbeamter. Er war Abgeordneter zum Oberösterreichischen Landtag und Landesrat bzw. Landeshauptmann-Stellvertreter in der Oberösterreichischen Landesregierung.

## Ausbildung und Beruf
Nach der Volksschule besuchte Lorenzoni das Stiftsgymnasium Kremsmünster, an dem er 1910 die Matura ablegte. Er studierte zwischen 1910 und 1912 an der Juridischen Fakultät in Prag und legte die Rechtshistorische Staatsprüfung ab. Er wechselte 1913 an die Universität Wien, wo er bis 1914 sein Studium der Rechtswissenschaften fortsetzte. Seit 1913 war er Mitglied der katholischen Studentenverbindung K.Ö.St.V. Kürnberg Wien. Nach seinem Kriegsdienst im Ersten Weltkrieg setzte er sein Studium der Rechtswissenschaften an der Universität Graz fort und promovierte 1921 zum Doktor der Rechtswissenschaften. Er war in der Folge als Beamter der Statthalterei bzw. im Amt des Oberösterreichischen Landesregierung beschäftigt und arbeitete zwischen März 1920 und Mai 1920 als Hilfskraft bei der Bezirkshauptmannschaft Urfahr. Danach war er zwischen dem Mai 1920 und dem Juni 1921 Konzeptspraktikant und vom Juli 1921 bis zum November 1922 als Konzipist beschäftigt. Im November 1922 stieg er zum Bezirkskommissär und im August 1926 zum  Regierungskommissär auf, bevor er im Februar 1927 zum Regierungsoberkommissär ernannt wurde. Er wurde im Jänner 1930 schließlich zum Landesregierungsrat bzw. im Juli 1937 zum Oberregierungsrat ernannt. Er arbeitete unter der Herrschaft der Nationalsozialisten bis zum 23. März 1941 als Beamter des Reichsstatthalters von Oberdonau und war ab dem 27. Juni 1940 als Sachbearbeiter im Oberversicherungsamt in Linz eingesetzt.
Nach dem Zweiten Weltkrieg wurde Lorenzoni zum Hofrat und am 2. Oktober 1947 zum Wirklichen Hofrat ernannt. Er war Aufsichtsratspräsident der Oberösterreichische Kraftwerke AG, Aufsichtsratsmitglied der Wolfsegg-Traunthaler Kohlenwerks-AG und Aufsichtsratsmitglied  Salzach-Kohlenbergbaugesellschaft.

## Politik
Lorenzoni war zwischen dem 2. Juli 1925 und dem 31. Oktober 1934 Abgeordneter zum Oberösterreichischen Landtag, wo er die Christlichsoziale Partei vertrat. Zuvor hatte er sich ab 1922 bereits als Mitarbeiter im Landarbeiter- und Kleinhäuslerbund engagiert und war ab 1923 Vorsitzender-Stellvertreter des landwirtschaftlichen Landesarbeitsbeirates der Oberösterreichischen Landesregierung gewesen und hatte in diesem Jahr zudem den Vorsitz der Landwirtschaftskrankenkasse Oberösterreich übernommen.
Lorenzoni war des Weiteren Präsident der Oberösterreichische Landarbeiter-Versicherungsanstalt, ab 1933 Mitglied der Vaterländische Front und ab 1936 Beirat. Er wirkte als Kommissär der Landes-Hypothekenanstalt Oberösterreich und war vom 1. November 1934 bis zum 12. März 1938 Mitglied des Länderrats. Zudem engagierte er sich ab 1936 als Mitglied des Freiheitsbundes, dessen Landesführung er übernahm. Er wurde am 1. November 1934 als Landesrat in der Oberösterreichischen Landesregierung (Gleißner II) angelobt und führte in der Folge die Ressorts Finanzen, Landeshumanitäranstalten sowie Kunst- und Bildungswesen bis zum 23. April 1938.
Nach dem Zweiten Weltkrieg war Lorenzoni zwischen dem 17. Mai und dem 25. Oktober 1945 Mitglied der von der US-Besatzungsmacht ernannten Beamtenregierung (Landesregierung Eigl). Er führte zunächst das Ressort Finanzen, nach der Teilung der Finanzen in Landes- und Staatsfinanzen übernahm er ab dem 2. Juni die Verantwortung für den Bereich Landesfinanzen. Am 7. August wurde er nach der Errichtung der Dienststelle mit der Bezeichnung „Wohnbau und Instandsetzungsabteilung“ zum „Bevollmächtigter für den Wiederaufbau“.
Mit 26. Oktober 1945 übernahm mit der Landesregierung Gleißner III die erste von der amerikanischen Besatzungsmacht ernannte, politische Landesregierung die Agenden der Landesregierung Eigl. Lorenzoni wurde am 26. Oktober 1945 zum Landeshauptmann-Stellvertreter dieser Regierung ernannt und übernahm wie bereits vor dem Zweiten Weltkrieg das Ressort Finanzen. Nach der ersten Landtagswahl in Oberösterreich nach dem Krieg wurde er am 13. Dezember 1945 auch als Landtagsabgeordneter des Oberösterreichischen Landtags angelobt und blieb bis zu seinem Tod als Landeshauptmann-Stellvertreter bzw. Finanzressortverantwortlicher Teil der ersten gewählten Landesregierung Gleißner IV.
Innerparteilich wirkte er als Mitglied des ÖVP Landesparteivorstands Oberösterreich und war Vorstand im Bauernbund. Darüber hinaus engagierte er sich als Obmann-Stellvertreter im Kleinhäuslerausschuss im Oberösterreichischen Bauernbund und war Vorsitzender des Beirates der Landesbrandschaden-Versicherungsanstalt Oberösterreich.
Er ist begraben am St. Barbara-Friedhof in Linz.

## Auszeichnungen
- Offizierskreuz des Österreichischen Verdienstordens (1936)
- Berufstitel „Wirklicher Hofrat“ (1947)
- Karl-Truppenkreuz
- Militärverdienstmedaille in Bronze mit den Schwertern
- Goldene Tapferkeitsmedaille für Offiziere
- Große Silberne Tapferkeitsmedaille

## Privates
Lorenzoni war verheiratet und Vater von zwei Kindern.